# Flipchart

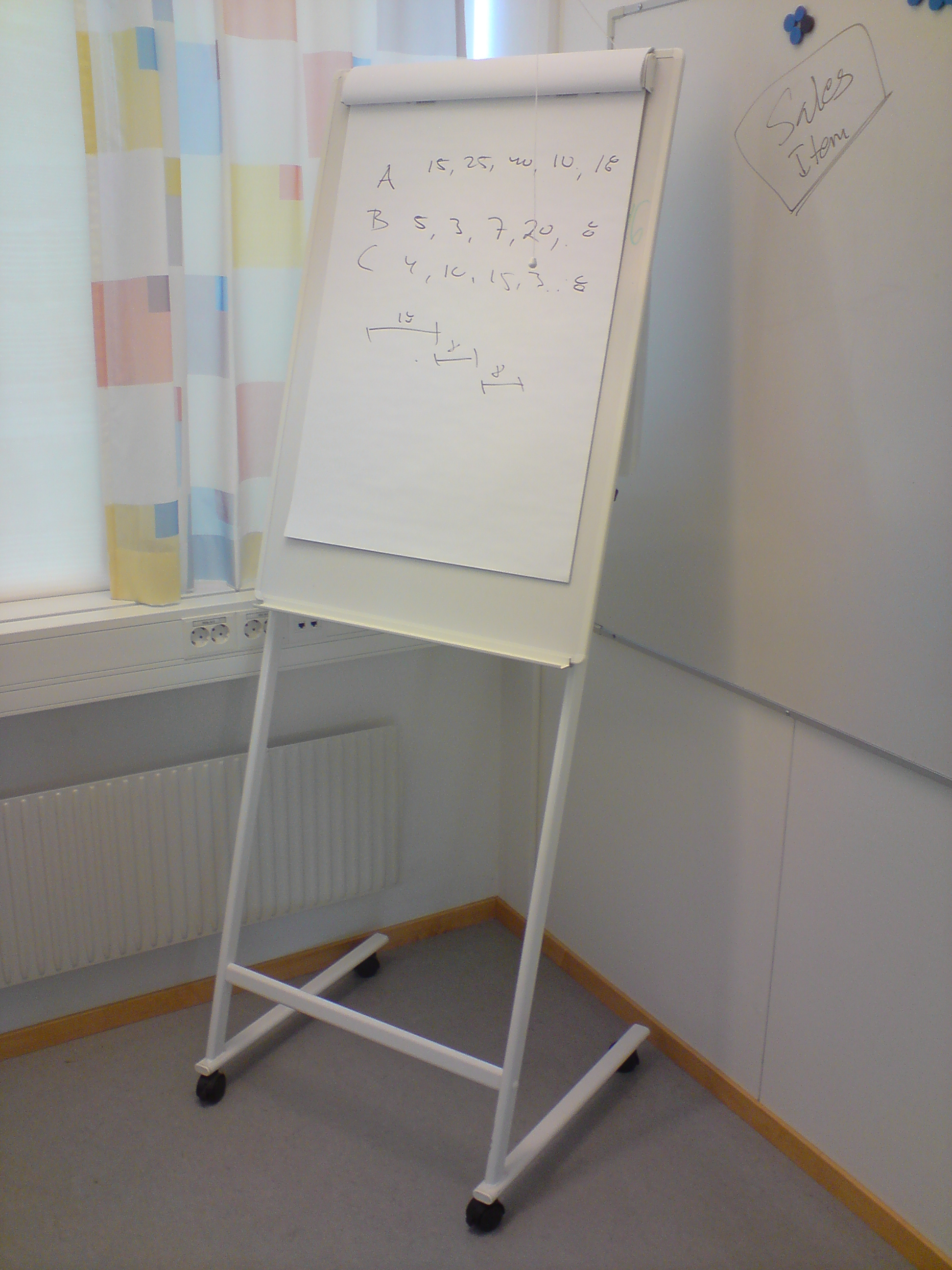
Flipchart

Flipchart – rodzaj tablicy demonstracyjnej, urządzenia konferencyjnego. Flipchart to lekka i łatwa w przenoszeniu tablica, posiadająca regulowaną wysokość. Występuje z dwoma rodzajami suchościeralnej powierzchni do pisania:
- niemagnetyczną - umożliwia pisanie po niej markerami lub umocowanie na niej bloku papierowego,
- magnetyczną - umożliwiająca dodatkowo pracę z akcesoriami magnetycznymi.

Tablica często zaopatrzona jest w unoszony, łatwy w użyciu zacisk na papier, haki na papier o regulowanym rozstawie oraz półkę na pisaki.
Termin flipchart powstał ze złożenia dwóch słów angielskich: flip - przerzucać (kartki), chart - sporządzać wykres, przedstawiać za pomocą wykresu.